# Goudborstmaina
De goudborstmaina (Mino anais) is een vogelsoort uit de familie Sturnidae. Lesson noemde de vogel naar zijn op elfjarige leeftijd overleden dochtertje Anaïs ('... rappeler la profonde douleur d'un père!').

## Verspreiding en leefgebied
Deze soort komt voor in Nieuw-Guinea en telt drie ondersoorten:
- M. a. anais: West-Papoea en noordwestelijk Nieuw-Guinea.
- M. a. orientalis: noordelijk en noordoostelijk Nieuw-Guinea.
- M. a. robertsonii: zuidelijk Nieuw-Guinea.